# Eduard Ziehen (Schriftsteller)
Eduard Ziehen (* 29. Oktober 1819 in Tostedt; † 19. Oktober 1884 in Frankfurt am Main; Pseudonym Eduard Ellersberg) war ein deutscher Schriftsteller.
Ziehen studierte an den Universitäten Göttingen und Bonn Theologie und Philologie. 1844 bis 1848 war er als Hauslehrer in der Familie des hannöverschen Gesandten beim Bundestag, von Lenthe, in Frankfurt am Main. Anschließend lebte er dort als Privatgelehrter, von 1855 bis zur Annexion der Freien Stadt Frankfurt durch Preußen auch als Redakteur der Frankfurter Postzeitung.
Er ist der Vater des Psychiaters und Philosophen Theodor Ziehen (1862–1950), des Pädagogen Julius Ziehen (1864–1925) und des Philologen Ludwig Ziehen (1871–1951).

## Werke
- Wendische Weiden. Erzählungen aus dem wendischen Volksleben. Frankfurt am Main: Meidinger, 1854.
- Der Falkner. Novelle. Berlin 1866.
- Eine Damen-Verschwörung. Lustspiel in 4 Aufzügen von Eduard Ellersberg. Leipzig: O. Mutze, 1875.
- Zwei Naturen. Original-Lustspiel von Eduard Ellersberg. Leipzig: Sturm u. Koppe, [um 1875].